# Eugène Bourgeau

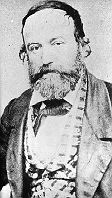
Eugène Bourgeau

Eugène Bourgeau (1813-1877) was geboren in Brizon in het departement Haute-Savoie in Frankrijk. Eerder was hij al botanische verzamelaar in Spanje, Noord-Afrika en de Canarische Eilanden voordat hij aan de British North American Exploring Expedition van West-Canada deelnam van 1857 tot 1860.
Naar hem werd Mount Bourgeau vernoemd.
- Biblioteca Nacional de España: XX5446449
- Author citation (botany): Bourg.
- Gemeinsame Normdatei: 1072629828
- Système universitaire de documentation: 197813232
- Museum of New Zealand Te Papa Tongarewa: 58125
- Virtual International Authority File: 316739984
- WorldCat: E39PBJjMypr97QdBfrq6QtDH4q